# Бекерєв Георгій Гнатович
Георгій Гнатович Бекерєв (20 грудня 1911, село Дранка Петропавловського повіту Камчатської області, тепер Камчатського краю, Російська Федерація — 14 травня 1959, тепер Російська Федерація) — радянський державний діяч, голова Коряцького окрвиконкому. Депутат Верховної ради СРСР 3—4-го скликань.

## Життєпис
Народився в родині рибалки та мисливця. Невдовзі родина переїхала до села Ука. У 1923 році батьки вступили в рибальську артіль імені Левченка. Трудову діяльність розпочав у чотирнадцятирічному віці в колгоспі імені Левченка.
З 1931 року навчався у Петропавловськ-Камчатському педагогічному технікумі.
У 1934—1936 роках — продавець магазину, завідувач відділу торгівлі рибкоопу Коряцького національного округу.
У 1936—1943 роках — завідувач Карагінського районного відділу торгівлі Коряцького національного округу.
Член ВКП(б) з 1942 року.
З 1943 року — голова виконавчого комітету Карагінської районної ради депутатів трудящих Коряцького національного округу.
У 1948—1949 роках — слухач Хабаровської крайової партійної школи.
У 1950—1953 роках — 2-й секретар Коряцького окружного комітету ВКП(б) Хабаровського краю.
У 1953 — 14 травня 1959 року — голови виконавчого комітету Коряцької окружної ради депутатів трудящих Хабаровського краю.
Помер 14 травня 1959 року.

## Нагороди
- орден Леніна
- орден «Знак Пошани»
- медаль «За доблесну працю у Великій Вітчизняній війні 1941—1945 рр.»
- медалі